# Natri bisulfit
Natri bisulfit, natri hydrosulfit tên gọi của hợp chất hoá học có công thức NaHSO3. Natri bisulfit là chất phụ gia có số E là E222. Natri bisulfit có thể được điều chế bằng cách sục khí lưu huỳnh dioxide dư vào dung dịch natri hydroxide.
SO2 + NaOH → NaHSO3
Ngoài ra phương pháp khác là sục lưu huỳnh dioxide vào dung dịch natri carbonat:
2 SO2 + Na2CO3 + H2O → 2 NaHSO3 + CO2
Natri bisulfit khi kết hợp với thuốc tẩy clo (dung dịch NaClO loãng) sẽ giảm thiểu được hơi độc.

## Ứng dụng trong hoá học
Trong hoá hữu cơ natri bisulfit có khá nhiều ứng dụng. Nó ghép gốc bisulfit với nhóm aldehyde và với các ceton mạch vòng tạo thành acid sulfonic.
Phản ứng này hạn chế giá trị nhân tạo nhưng lại được dùng trong quá trình tinh chế. Các anđêhit bẩn cùng với gốc bisulfit kết tủa được lọc đi. Phản ứng nghịch xảy ra khi có sự hiện diện của base như natri bicarbonat hay natri hydroxide và gốc bisulfit được giải phóng dưới dạng khí SO2.
Ví dụ cho quá trình trên được mô tả cho benzanđêhit, tetralone, citral, ethyl este của acid piruvic và glyoxal. Trong phản ứng mở vòng giữa
xiclôhexanon với diazald, phản ứng bisulfit được tuyên bố là có thể phân biệt được xiclôheptanon với xiclôoctanon.
Một ứng dụng chính nữa của natri bisulfit là một chất khử yếu trong tổng hợp hữu cơ đặc biệt trong quá trình tinh chế. Nó có thể khử lượng dư hoặc đủ clo, brom, iod, muối hypoclorit, este của  osmat, crôm trioxit (CrO3) và kali permanganat (thuốc tím).
Ứng dụng thứ ba của natri bisulfit là chất tẩy màu trong quá trình tinh chế bởi vì nó có thể khử những chất oxi hoá màu mạnh, các anken liên hợp và các hợp chất carbonyl.
Natri bisulfit còn là nguyên liệu chính trong phản ứng Bucherer. Trong phản ứng này các nhóm hydroxyl thơm được thay thế bằng các nhóm amin thơm và ngược lại vì đây là phản ứng thuận nghịch. Bước đầu tiên của phản ứng là phản ứng cộng của natri bisulfit tạo thành các liên kết đôi thơm.

## Sử dụng trong thực phẩm
Trong khi hợp chất liên quan, natri metabisulfit, được dùng làm chất chống oxy hoá và giữ mùi vị trong hầu hết rượu vang thương phẩm, natri bisulfit lại được bán cũng với mục đích tương tự.. Trong trái cây đóng hộp, natri bisulfit được dùng để ngừa bị hoá nâu (do bị oxy hoá) và để tiêu diệt vi khuẩn.
Trong trường hợp làm rượu, natri bisulfit làm giảm khí SO2 thoát ra khi cho vào nước hoặc sản phẩm có chứa nước. Khí SO2 giết chết men, nấm và vi khuẩn trong nước nho trước khi được lên men. Khi nồng độ lưu huỳnh dioxide hạ xuống (khoảng 24 giờ), men tươi được cho vào để lên men.
Sau đó nó được cho thêm vào các chai rượu để ngăn sự hình thành giấm chua nếu có mặt vi khuẩn và để giữ màu, hương vị và mùi của sản phẩm khỏi bị oxy hoá gây nên sự hoá nâu và các biến đổi hoá học khác. Lưu huỳnh dioxide nhanh chóng oxy hoá các phụ phẩm và nmgăn chúng không làm giảm giá trị sản phẩm.
Natri bisulfit còn được thêm vào rau xanh trong salad và các nơi khác, để bảo quản được độ tươi ngon với tên LeafGreen. Nồng độ đôi khi đủ cao để gây dị ứng mạnh.
Trong những năm 1980, natri bisulfit bị cấm sử dụng trên rau quả sống ở Mỹ sau cái chết của 13 người mà vô tình sử dụng những sản phẩm được xử lý bằng lượng dư chất này.

## Ứng dụng trong công nghiệp
Natri bisulfit là chất khử thường gặp trong hoá công nghiệp. Vì nó phản ứng dễ dàng với oxi: 2NaHSO3+O2 --> 2Na+ + 2H+ + SO4 −2, nó thường được thêm vào các hệ thống ống dẫn lớn để ngăn ngừa sự ăn mòn oxi hoá. Trong công trình hoá sinh nó giúp duy trì điều kiện thiếu không khí trong lò phản ứng.

## Sự sắp xếp DNA bisulfit
Natri bisulfit được dùng trong phân tích trạng thái ngấm methyl của cytosine trong DNA.
Trong phương pháp này, natri bisulfit tách nhóm amin ở cytosine thành uracil, nhưng không ảnh hưởng đến 5-methylcytosine, một dạng cytosine chứa methyl với gốc methyl gắn với carbon 5.
Khi DNA qua xử lý với natri bisulfit được mở rộng thông qua phản ứng chuỗi polymerase, uracil được mở rộng bằng thymine và cytosine chứa gốc methyl được mở rộng bằng cytosine. Công nghệ sắp xếp DNA hiện được dùng để đọc sự sắp xếp DNA qua xử lý với natri bisulfit. Những cytosine mà được đọc thành cytosine sau khi sắp xếp đại diện cho cytosine chứa gốc methyl, còn những cytosine mà được đọc thành timin đại diện cho cytosine không chứa gốc methyl trong DNA gen.